# Euan Henderson
Euan Henderson − szkocki snookerzysta.
Na zawodowstwo przeszedł w 1991. Poważny sukces odniósł dopiero 1996. Doszedł do finału Grand Prix, w którym wygrał z nim Mark J. Williams (wynik 5-9). Także w 1996 zakwalifikował się do Pucharu Świata jednak w 1/16 pokonał go Jimmy White.
Po odejściu na emeryturę snookerową podjął pracę jako funkcjonariusz policji.